# Guarnición de Ejército Bahía Blanca
La Guarnición de Ejército (Guar Ej) «Bahía Blanca» es una base del Ejército Argentino localizada en el sur de la provincia de Buenos Aires.

## Historia
A principios de 1982 en la Guarnición de Ejército se realizaron las planificaciones de la Operación Rosario. El Comando del V Cuerpo de Ejército «Teniente General Julio Argentino Roca» trabajó junto al Comando de Operaciones Navales de la Armada Argentina, conducidos por el general de división Osvaldo Jorge García y el vicealmirante Juan José Lombardo, respectivamente. Los acompañaban el comandante de Instrucción de la Fuerza Aérea, brigadier mayor Sigfrido Martín Plessl.
La Guarnición de Ejército se convirtió en una de las principales bases de las FF. AA.
Se recibieron visitas en gesto de solidaridad con los conscriptos por parte de dirigentes del Partido Justicialista, a instancias de Deolindo Bittel.

## Unidades
Unidades con asiento en Bahía Blanca:
- Comando de la 3.ª División de Ejército «Teniente General Julio Argentino Roca».
- Batallón de Comunicaciones 181 «Sargento Mayor Santiago Buratovich».
- Sección de Aviación de Ejército 181.
- Batallón de Inteligencia 181 «Capitán Juan Ferreyra».
- Compañía de Comandos 603.
- Compañía de Reserva Bahía Blanca.